# Giacomo Antonio Perti
Giacomo Antonio Perti (Bologna, 6 giugno 1661 – Bologna, 10 aprile 1756) è stato un compositore italiano del periodo barocco.

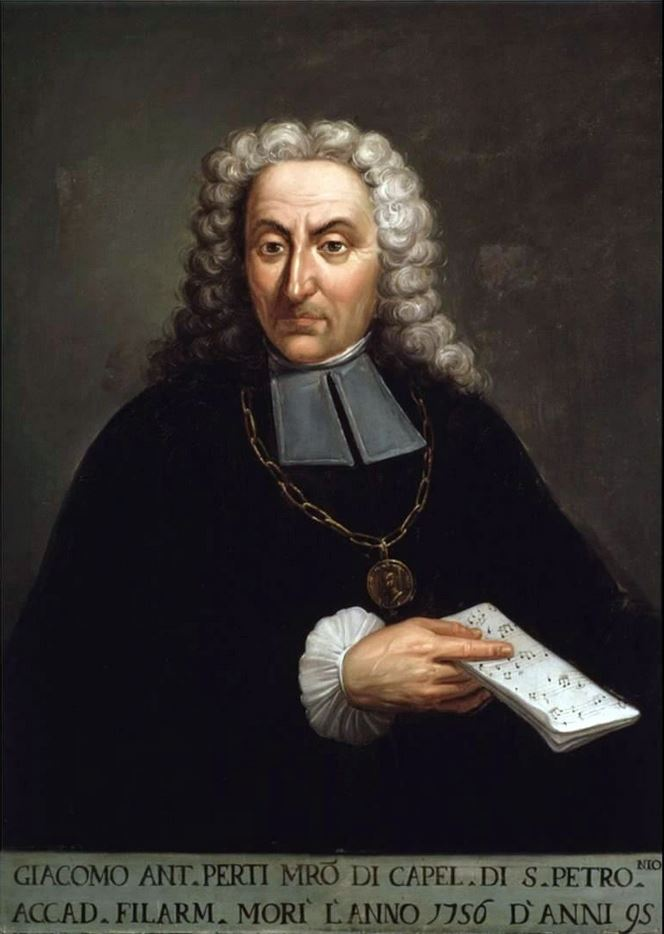
Ritratto di G. A. Perti
Autore: Sconosciuto, XVIII secolo
Collocazione: Museo internazionale e biblioteca della musica

Attivo soprattutto a Bologna, dove per oltre sessant'anni complessivi fu maestro di cappella nella cattedrale di S. Pietro e quindi nella basilica di San Petronio, nella basilica di S. Domenico, nella chiesa di S. Maria di Galliera e nell'Arciconfraternita di S. Maria della Morte. Fu maestro di Giuseppe Antonio Vincenzo Aldrovandini, Domenico Francesco Maria Micheletti, Giacomo Guccini, Pietro Paolo Laurenti, Giuseppe Maria Jacchini, Giuseppe Torelli, Francesco Maria Mannucci e Giovanni Battista Martini, e perfezionò Francesco Antonio Pistocchi. Fu allievo di Petronio Franceschini, Lorenzo Perti (suo zio), Giuseppe Corsi da Celano.

## Biografia
Nota biografica di Giacomo Antonio Perti redatta da padre Giovanni Battista Martini: 
Nel 1735. stampò la 2a opera, e dedicolla a Carlo VI Imperatore, il quale l'onorò d'una collana d'oro di valore di 100 ungari, e lo dichiarò suo consigliere, come dal Diploma in data degli 11 febbraio 1740. Diede il suo voto per cinque concorsi delle più raguardevoli capelle d'Italia. [...] Nel 1740 a' 25 novembre fu dato al Perti il coadiutore, e fu il Sig. D. Giuseppe Carretti; e in qualità tale servì sino al 1756 a' 10 aprile, nel qual giorno morì il Perti; a' 18 maggio 1756 fugli fatto il solito officio da' musici e, dove agli altri della capella suol farsi all'altar della B. V. della Pace, si fece all'altar maggiore, ove erano adobate le pilastrate; e strato mortorio fu invitato il Capitolo ad intervenirvi, e ciò per parte de' musici, al che acconsentì il Capitolo in riguardo d'un tanto uomo e in benemerenza di avere nel suo testamento sotto li 10 aprile 1756 (rog. Tommaso Lodi) sostituito il Capitolo alla sua eredità, quando gli eredi non avessero eseguito ciò che ordinava. Cantò la messa il sacrista, essendo l'officio che si fa a tutti li musici della capella a spese della Fabrica, in cui canta la messa il sacrista.»

## Composizioni
Perti compose musiche teatrali, oratoriali, sacre e cantatistiche. La sua produzione nel genere sacro è ingente: oltre 120 salmi, 54 mottetti, 28 messe, 83 versetti. Nel genere della cantata – sono pervenute circa 150 composizioni – affermò d'aver appreso la lezione di Giacomo Carissimi, Antonio Cesti, Giuseppe Corsi e Luigi Rossi. Dedito in prevalenza alla musica vocale, si prestò in modo solo sporadico al genere strumentale puro, al quale aveva peraltro fornito un compositore eccellente nell'allievo Giuseppe Torelli.

### Drammi per musica
- Atide (atto III), Bologna, 1679
- Marzio Coriolano, 1683
- Oreste in Argo, Modena, 1685
- L'incoronazione di Dario, 1686
- La Flavia, 1686
- La Rosaura, 1689 (ed. anastatica New York - London, Garland)
- Dionisio siracusano, 1689
- Brenno in Efeso, 1690
- L'inganno scoperto per vendetta, 1691
- Il Pompeo, 1691
- Furio Camillo, 1692
- Nerone fatto Cesare, 1693
- La forza della virtù, 1694
- Laodicea e Berenice, 1695
- Penelope la casta, 1696
- Fausta restituita all'Impero, 1697
- Perseo (con diversi autori), 1697
- Apollo geloso, 1698
- Ariovisto (con Paolo Magni e Francesco Ballarotti), 1699
- La prosperità di Elio Sejano (con A. Vanelli e Antonio Francesco Martinenghi), 1699
- Lucio Vero, Pratolino, 1700 (atti II e III; atto I di M. Bitti)
- Astianatte, Pratolino, 1701
- Dionisio, re di Portogallo, Pratolino, 1707
- Venceslao, ossia Il fratricida innocente, 1708
- Ginevra, principessa di Scozia, Pratolino, 1708
- Berenice, regina d'Egitto, Pratolino, 1709
- Scipione nelle Spagne (atto II), Barcellona, 1709
- Rodelinda, regina de' Longobardi, Pratolino, 1710
- Il riso nato tra il pianto (con diversi autori), 1710
- Il più fedele tra i vassalli, 1710
- Il Cortegiano (prologo), 1739
- Foca superbo
- Rosinda ed Emireno

#### Rielaborazioni di drammi per musica altrui
- L'eroe innocente, ovvero Gli equivoci nel sembiante (da Alessandro Scarlatti), 1679
- Teodora Augusta (da Domenico Gabrielli), 1687
- Pompeo Magno (da Giovanni Domenico Freschi), 1687
- Il Re infante (da Carlo Pallavicino), 1694
- Faramondo (da Carlo Francesco Pollarolo), 1710

### Oratorii per musica
- Due gigli porporati nel martirio di santa Serafia e santa Sabina, Bologna, 1679
- Abramo vincitor de' proprii affetti, Bologna, 1683 (rev. Modena, 1685; rev. Agar, Bologna, 1689; tramandato anche coi titoli spuri di Agar scacciata e di Sara; ed. anastatica New York - London, Garland)
- Il Mosè conduttor del popolo ebreo, Modena, 1685
- Oratorio della Passione, Bologna, 1685 (rev. Gesù al sepolcro, 1703; ed. anastatica Bologna, Forni)
- La beata Imelda Lambertini bolognese, Bologna, 1686
- «Oratorio a 6 Voci, con concertino, e concerto grosso» (soggetto sconosciuto), Modena (?), 1687 (perduto)
- San Galgano Guidotti, Bologna, 1694
- La Passione di Cristo, Bologna, 1694 (= Oratorio sopra la passione del Redentore = Affetti di compassione alla morte del Redentor della Vita; in collaborazione con allievi)
- Christo al Limbo, Bologna, 1698
- La morte del giusto, overo Il transito di san Giuseppe, Venezia, 1700 (perduto)
- La lingua profetica del Taumaturgo di Paola, Firenze, 1700
- La Morte delusa, Milano, 1703 (contribuzione al "pasticcio"; perduto)
- I trionfi di Giosuè, Firenze, 1704 (contribuzione al "pasticcio"; perduto)
- La sepoltura di Cristo, Bologna, 1704
- San Petronio, Bologna, 1720 ("pasticcio")
- La Passione del Redentore, Bologna, 1721
- I conforti di Maria Vergine addolorata per la morte del suo divin Figliuolo, Bologna, 1723 (tramandato anche col titolo spurio di L'Amor Divino)
- Il figlio prodigo, non datato
- Oratorio della nascita del Signore, non datato
- San Francesco, non datato
- La sepoltura di Cristo, non datato (differente da Bologna, 1704; attribuito a Perti, possibile rielaborazione di un lavoro di Giacomo Cesare Predieri; tramandato anche col titolo spurio di San Giovanni)

### Musica strumentale
- Sonata per 4 trombe, archi, timpani e organo  (ma falsa attribuzione: la composizione è di Giuseppe Torelli)
- Sonata a 4 (1755): Allegro, Grave, Allegro assai (Fonte: Bologna, Archivio musicale della Basilica di San Petronio, ms. L.P.XIII.5)

## Discografia
- Opere sacre di Giacomo Antonio Perti, Ghislieri Choir & Consort, Giulio Prandi, Arias, Banditelli, Senn (Amadeus) 2010.
- Messa a 8 voci, Solisti e Orchestra della Cappella Musicale di San Petronio e New College Choir, direttore Sergio Vartolo, Bongiovanni, 1986
- "Gesù al Sepolcro" Oratorio della Passione, Solisti e Orchestra della Cappella Musicale di San Petronio, direttore Sergio Vartolo, Tactus, 1992
- Messa a 5, Salmi, Magnificat,  Orchestra Barocca di Bologna, Coro "Color Temporis", S. Vajente soprano, P. Lucciarini soprano, direttore Paolo Faldi, Tactus, 2007
- "Il Mosé conduttor del popolo ebreo" Oratorio per cinque voci, tromba, archi e continuo, solisti: G.Banditelli, M.Bussi, L.Antonaz, A.Allegrezza, E.Biscuola, Ensemble Les Nations, direttore Maria Luisa Baldassari, Tactus, 2012
- Cantate morali e spirituali, op. 1, Solisti della Cappella Musicale di San Petronio, direttore Sergio Vartolo, Bongiovanni, 1996
- "Abramo Vincitor de' propri affetti", solisti: L.Antonaz, E.Biscuola, G.Sarti, Ensemble "Il Continuo", Bongiovanni, 2008
- "San Petronio", solisti: P. Pace, J.Nirouet, I.Zennaro, P.Spagnoli, Ensemble "Seicentonovecento", direttore Flavio Colusso, Bongiovanni, 1992
- Messa a 12 (1687), Coro, Solisti e Orchestra della Cappella Musicale di San Petronio, Ensemble "Color Temporis", Coro da camera Collegium Musicum Almae Matris, direttore Michele Vannelli, Dynamic, 2011